# National Cordage Company
La National Cordage Company est une société américaine, fondée en 1887, dans le New Jersey pour l'importation de chanvre et la fabrication et la vente de cordages. L'entreprise est issue d'un regroupement de nombreuses fabriques de cordages et de moulins à chanvre du pays. Elle est notable en raison de son expansion au début des années 1890 et de son introduction en bourse de 3 000 000 $ d'actions privilégiées à 8 %. La société tente de diminuer le coût de production et de distribution de ses produits, cherchant à obtenir une situation monopolistique sur le marché du chanvre et des cordages. L'entreprise fait faillite après la panique de 1893, incapable de lever de l'argent frais pour la continuation de son activité. Sa banqueroute entraîne celles de nombreuses banques et investisseurs, car elle est alors l'une des plus grosses capitalisations boursières de Wall Street, avec environ 15 millions $.